# Zelia peruviana
Zelia peruviana är en tvåvingeart som först beskrevs av Brethes 1920.  Zelia peruviana ingår i släktet Zelia och familjen parasitflugor.
Artens utbredningsområde är Peru. Inga underarter finns listade i Catalogue of Life.